# الكديفرة (مسورة)

تعديل مصدري - تعديل

الكديفرة هي إحدى قرى عزلة شعيان بمديرية مسورة التابعة لمحافظة البيضاء، بلغ تعداد سكانها 40 نسمة حسب تعداد اليمن لعام 2004.